# Antonio Ranocchia
Antonio Ranocchia (Marsciano, 5 marzo 1915 – Perugia, 16 luglio 1989) è stato uno scultore italiano.

## Biografia
Sin da ragazzo dimostra una spiccata propensione per l'arte, in particolare quella plastica, della quale impara le tecniche dallo scultore Pietro Guaitini. Dal 1930 è all'Istituto d'arte “Beniamino di Betto” di Perugia, sotto la direzione dello scultore Benedetto D'Amore, coltivando nel frattempo una proficua amicizia con Leoncillo Leonardi. Nel settembre del 1935 ottiene la licenza del corso superiore dell'Istituto – Sezione del marmo e della pietra – con ottima votazione. Pur in possesso del diploma di maestro d'arte, che lo abilita all'insegnamento, preferisce, per un po' di tempo perfezionarsi nella scultura e studia a Firenze gli artisti del passato, soprattutto trecenteschi e rinascimentali.
Completato il perfezionamento, inizia a insegnare disegno presso una scuola media, approfondendo egli stesso lo studio della raffigurazione del corpo umano. Per cinque anni si dedica, con grande passione e costanza, a rappresentare l'anatomia umana disegnando con i modelli e facendo numerosi ritratti dei suoi stessi allievi.
Durante tutto il corso della sua vita compie numerosissimi viaggi in tutta Italia e in Europa, visitando un gran numero di musei e monumenti per ampliare la sua conoscenza della pittura e architettura.
Muore a Perugia, dopo un periodo di malattia protrattasi per molto tempo, il 16 luglio 1989.

## Attività artistica
Dopo essersi prodotto in pubblico con alcune prove minori, nell'ottobre del 1941 partecipa, presentando opere di notevole pregio, alla VII Mostra sindacale dell'Umbria, allestita a Terni nelle sale del Palazzo Carrara ed ottiene il III premio per la sezione scultura. A partire da questa data la presenza di Ranocchia a mostre e concorsi si fa costante, inaugurando una serie di partecipazioni fisse, come ad esempio quelle alle mostre del Sindacato degli artisti umbri riportando sempre riconoscimenti e lusinghieri successi. Con il passare degli anni Antonio Ranocchia va via via elaborando una particolare predilezione per i soggetti di arte sacra, che costituirà una parte significativa della sua produzione artistica.   Vi sono soprattutto degli appuntamenti ai quali Ranocchia non mancherà di essere puntualmente presente, perché rappresentano punti di riferimento essenziali di un genere figurativo al quale egli sarà fedele sino agli ultimi anni della propria fertile attività, ovvero le edizioni della Mostra d'arte sacra promosse dall'associazione UCAI e le numerose biennali d'arte sacra all'Antoniano di Bologna, a partire dal 1954. Bisogna inoltre ricordare che sono sue, opere pervase da un profondo misticismo, come i primi tre gruppi monumentali della “Via Crucis” al Santuario dell'Amore Misericordioso di Colvalenza-Todi (Perugia) o alcuni “pezzi” esposti alla Pinacoteca della Pro Civitate Christina di Assisi. Tuttavia l'arte sacra in generale e queste occasioni espositive nello specifico, non esauriscono certo il panorama artistico di Ranocchia, anzi, è significativo come, nel tempo, si infittisca la sua attività di partecipazione a molteplici manifestazioni sia nazionali che internazionali.
Di particolare importanza è senza dubbio la presenza di Ranocchia, a partire dal 1973, all'annuale appuntamento del Salon des Artistes Indipéndants al Grand Palais di Parigi, senza contare quella, nel giugno 1982, alla I esposizione europea d'arte a Strasburgo o, sempre nello stesso anno, alla VII Biennale europea in Lussemburgo ed ancora, l'anno successivo, alla rassegna “Primavera d'arte contemporanea” a Bonn e alla successiva edizione del 1984 a Berlino, partecipazioni, queste ultime, caratterizzate anche dall'ottenimento di importanti premi internazionali per la scultura.  Che la produzione artistica di Ranocchia contenga elementi tali da poter parlare di una tendenza ad un'arte di vasto respiro, capace di trovare entusiastici consensi anche fuori dei confini nazionali, si evince dalla calorosa accoglienza tributata alle sue personali in terra di Francia, la prima realizzata nell'aprile 1972 alla galleria Mouffe di Parigi, l'altra nel luglio del medesimo anno, alla galleria Vallombreuse di Biarritz. Non bisogna dimenticare che l'attività espositiva di Ranocchia è contraddistinta dall'allestimento di personali e di mostre collettive di notevole interesse. Antonio Ranocchia realizza la sua prima personale, nell'aprile 1957, alla “saletta Brufani” di Perugia, presentando alcune opere databili dal 1943 al 1957. Segue, nel luglio 1963, una personale allestita durante il VI Festival dei Due Mondi a Spoleto, presso la galleria “Il Triangolo”, dove Ranocchia torna ad esporre nel giugno del 1966 in occasione della IX Edizione del Festival. Ranocchia è affezionato anche alla Galleria “Cecchini” di Perugia dove espone quattro personali, nell'ottobre 1967, nel marzo del 1971, nel maggio del 1981 e nel maggio del 1985. Antonio Ranocchia non manca di esporre nemmeno nella nativa Marsciano presso la Galleria “L'Approdo” con un personale e due successive mostre collettive, nel 1974 e 1976.
Con le sue mostre personali spazia per l'Umbria da Terni a Todi ma è presente anche fuori regione, nel 1965 alla galleria d'arte “Le Fontanelle” in Roma così come lo era stato nel 1962 presso la galleria “Lo Sprone” in Firenze. È comunque piuttosto difficile le tante tappe e le numerose manifestazioni alle quali partecipa Ranocchia, ma quello che è certo è che la sua intensa attività espositiva, che in alcuni anni, come ad esempio il 1972 e il 1973, diventa quasi febbrile, vedendolo impegnato su fronte di più mostre quasi contemporanee, restituisce una singolare figura di artista profondamente innamorato del proprio lavoro, ispirato da un entusiasmo e da una passione per l'arte che non lo abbandonano mai fino alla morte stessa.